# Euxoga
Euxoga is een geslacht van vlinders van de familie tandvlinders (Notodontidae).

## Soorten
- E. amatura Schaus, 1928
- E. argenteopunctata Möschler, 1878
- E. balba Dognin, 1908
- E. pistacina Dognin, 1914